# Kurt-Ulrich Witt
Kurt-Ulrich Witt (* 1953) ist ein deutscher Mathematiker und theoretischer Informatiker. Er war Professor für mathematische und theoretische Grundlagen der Informatik an der Hochschule Bonn-Rhein-Sieg. Er beschäftigt sich mit Problemstellungen aus der Diskreten Mathematik (u. a. mit Zuordnungsproblemen).
Witt studierte an der RWTH Aachen Mathematik und Informatik, wo er 1981 auch promoviert wurde. Er arbeitete im Forschungszentrum Jülich am damaligen Zentralinstitut für Angewandte Mathematik sowie als Lehrstuhlvertreter am Institut für Informatik der Universität Hildesheim und dem  Institut für Angewandte Informatik und Formale Beschreibungsverfahren am Karlsruher Institut für Technologie (zu der Zeit Technische Universität Karlsruhe) und ab 1991 an der Fachhochschule Rheinland-Pfalz, wo er einen Studiengang und den Fachbereich Angewandte Informatik mit aufbaute. Seit September 1998 lehrte und forschte er an der Hochschule Bonn-Rhein-Sieg. Bis 2010 war er zunächst Gründungsdekan, dann wiederholt gewählter Dekan des Fachbereichs Informatik und von 2002 bis 2016 Direktor des Applied Science Institute am Bonn-Aachen International Center for Information Technology (b-it). Außerdem war er sechs Jahre Mitglied im Fachausschuss Informatik, davon drei Jahre dessen Sprecher, sowie sechs Jahre Mitglied in der Akkreditierungskommission für Programme bei der ASIIN; von April 2017 bis September 2020 war er einer der beiden Vorsitzenden der Kommission.

## Werke (Auswahl)
- Zs. mit Gottfried Vossen: Grundlagen der theoretischen Informatik mit Anwendungen. 2002. ISBN 978-3-322-96901-9
- Zs. mit Gottfried Vossen: Grundkurs Theoretische Informatik. 2016. ISBN 3-528-23147-5
- Mathematische Grundlagen für die Informatik. 2013.
- Lineare Algebra für die Informatik. 2013.
- Elementare Kombinatorik für die Informatik. 2013
- Algebraische und zahlentheoretische Grundlagen für die Informatik. 2014.
- Zs. mit Martin Eric Müller: Algorithmische Informationstheorie.  2020.